# Meteren
Meteren (51° 52′ N, 5° 17′ L) é uma vila dos Países Baixos, na província de Guéldria. Meteren pertence ao município de Geldermalsen, e está situada a 10 km, a oeste de Tiel.
The village Meteren has a population of around 3210 habitantes.
A área de Meteren, que também inclui as partes periféricas da cidade, bem como a zona rural circundante, tem uma população estimada em 3450 habitantes.